# Synogarlica okularowa
Synogarlica okularowa (Streptopelia decipiens) – gatunek średniej wielkości ptaka z rodziny gołębiowatych (Columbidae). Szeroko rozpowszechniony w Afryce. Gatunek osiadły.

## Systematyka
Blisko związana z synogarlicą czerwonooką (S. semitorquata), spokrewniona również z sierpówką (S. decaocto) oraz cukrówką (S. roseogrisea). Wyróżniono kilka podgatunków synogarlicy okularowej:
- S. d. shelleyi (Salvadori, 1893) – Senegambia, Mauretania, południowy Niger, Nigeria;
- S. d. logonensis (Reichenow, 1921) – jezioro Czad, Sudan Południowy, północno-wschodnia i wschodnia Demokratyczna Republika Konga, zachodnia i północna Uganda;
- S. d. decipiens (Hartlaub & Finsch, 1870) – Sudan (Darfur), Erytrea, Etiopia (poza południowym wschodem), północno-zachodnia Somalia;
- S. d. elegans (Zedlitz, 1913) – południowo-wschodnia Etiopia, południowa Somalia oraz północna i wschodnia Kenia;
- S. d. perspicillata (G. A. Fischer & Reichenow, 1884) – zachodnia Kenia, centralna Tanzania;
- S. d. ambigua (Bocage, 1881) – Angola, południowo-wschodnia Demokratyczna Republika Konga, Zambia i Malawi do rzek Zambezi i Limpopo oraz przyległe tereny nizinne.

## Charakterystyka
- wygląd zewnętrzny: dymorfizm płciowy niewielki, ale samce na ogół większe od samic; krępa budowa ciała, jasnobrązowe ubarwienie skrzydeł, ogona i tylnej części ciała; szara głowa, niższe partie o zabarwieniu różowym, przechodzące w kolor jasnoszary; z tyłu szyi czarna łatka o jasnych brzegach; nogi i skóra wokół oczu czerwone;
- rozmiary: długość ciała do 28–31 cm;
- masa ciała: samiec: 156–230 g, samica: 140–200 g[2], średnio: 134 g[6][a].

## Występowanie
Zamieszkuje Afrykę Subsaharyjską. Najczęściej przebywa w okolicach sadzawek, pastwisk i terenów podmokłych.

## Pożywienie
Synogarlice okularowe żywią się przede wszystkim ziarnem, nasionami oraz innymi roślinami. Zazwyczaj poszukują pożywienia na ziemi.

## Status
Międzynarodowa Unia Ochrony Przyrody (IUCN) uznaje synogarlicę okularową za gatunek najmniejszej troski (LC – Least Concern) nieprzerwanie od 1988 roku. Trend liczebności populacji uznaje się za stabilny.